# Перидот (Аризона)
Перидот (англ. Peridot) — переписна місцевість (CDP) в США, в округах Гіла і Грем штату Аризона. Населення — 1308 осіб (2020).

## Географія
Перидот розташований за координатами 33°18′3″ пн. ш. 110°27′7″ зх. д. / 33.30083° пн. ш. 110.45194° зх. д. (33.300961, -110.452009). За даними Бюро перепису населення США в 2010 році переписна місцевість мала площу 13,36 км², з яких 13,36 км² — суходіл та 0,00 км² — водойми.

## Демографія
Згідно з переписом 2010 року, у переписній місцевості мешкало 1350 осіб у 333 домогосподарствах у складі 255 родин. Густота населення становила 101 особа/км². Було 362 помешкання (27/км²).
Расовий склад населення:
| - 98,7 % — корінних американців - 0,6 % — білих - 0,1 % — чорних або афроамериканців |

До двох чи більше рас належало 0,4 %. Частка іспаномовних становила 1,1 % від усіх жителів.
За віковим діапазоном населення розподілялося таким чином: 35,6 % — особи молодші 18 років, 56,1 % — особи у віці 18—64 років, 8,3 % — особи у віці 65 років та старші. Медіана віку мешканця становила 25,1 року. На 100 осіб жіночої статі у переписній місцевості припадало 95,9 чоловіків; на 100 жінок у віці від 18 років та старших — 92,7 чоловіків також старших 18 років.
Середній дохід на одне домашнє господарство становив 52 284 долари США (медіана — 40 500), а середній дохід на одну сім'ю — 61 378 доларів (медіана — 46 354). За межею бідності перебувало 40,7 % осіб, у тому числі 54,9 % дітей у віці до 18 років та 29,6 % осіб у віці 65 років та старших.
Цивільне працевлаштоване населення становило 460 осіб. Основні галузі зайнятості: освіта, охорона здоров'я та соціальна допомога — 37,4 %, публічна адміністрація — 22,4 %, будівництво — 14,8 %, мистецтво, розваги та відпочинок — 8,3 %.